# Fiamme Azzurre
Les Fiamme Azzurre (en français les Flammes bleues, nom complet Gruppo Sportivo Fiamme Azzurre) sont le club sportif de l'Administration pénitentiaire italienne (aujourd'hui Polizia penitenziaria). Fondé en 1983 à Rome, le club comprend 19 disciplines différentes.